# Football Club Utrecht 2011-2012
Questa pagina raccoglie i dati riguardanti il Football Club Utrecht nelle competizioni ufficiali della stagione 2011-2012.

## Stagione
Al termine del massimo campionato olandese 2011-12, l'Utrecht si classifica all'undicesimo posto con 43 punti.
In Coppa d'Olanda la squadra perde al secondo turno ai tiri di rigore dal De Graafschap.

## Rosa
| N. |                        | Ruolo | Calciatore          |
| -- | ---------------------- | ----- | ------------------- |
| 1  | Paesi Bassi (bandiera) | P     | Rob van Dijk        |
| 2  | Paesi Bassi (bandiera) | D     | Daan Bovenberg      |
| 3  | Romania (bandiera)     | D     | Mihai Neșu          |
| 5  | Australia (bandiera)   | D     | Michael Zullo       |
| 6  | Svezia (bandiera)      | C     | Johan Mårtensson    |
| 7  | Francia (bandiera)     | A     | Édouard Duplan      |
| 8  | Zambia (bandiera)      | A     | Jacob Mulenga       |
| 9  | Paesi Bassi (bandiera) | A     | Frank Demouge       |
| 10 | Australia (bandiera)   | A     | Tommy Oar           |
| 11 | Svezia (bandiera)      | A     | Alexander Gerndt    |
| 12 | Paesi Bassi (bandiera) | A     | Leon de Kogel       |
| 13 | Paesi Bassi (bandiera) | P     | Erik Cummins        |
| 14 | Paesi Bassi (bandiera) | D     | Mark van der Maarel |
| 15 | Ghana (bandiera)       | C     | Nana Asare          |
| 16 | Paraguay (bandiera)    | P     | Roberto Fernández   |
| 17 | Paesi Bassi (bandiera) | D     | Alje Schut          |
| 18 | Giappone (bandiera)    | C     | Yoshiaki Takagi     |

| N. |                        | Ruolo | Calciatore         |
| -- | ---------------------- | ----- | ------------------ |
| 19 | Australia (bandiera)   | C     | Adam Sarota        |
| 20 | Rep. Ceca (bandiera)   | D     | Jacob Lensky       |
| 21 | Paesi Bassi (bandiera) | C     | Rodney Sneijder    |
| 22 | Paesi Bassi (bandiera) | A     | Cedric van der Gun |
| 23 | Svezia (bandiera)      | D     | Marcus Nilsson     |
| 25 | Paesi Bassi (bandiera) | D     | Ismo Vorstermans   |
| 27 | Paesi Bassi (bandiera) | C     | Gianluca Nijholt   |
| 28 | Paesi Bassi (bandiera) | D     | Dave Bulthuis      |
| 29 | Belgio (bandiera)      | D     | Jan Wuytens        |
| 31 | Indonesia (bandiera)   | C     | Stefano Lilipaly   |
| 33 | Paesi Bassi (bandiera) | C     | Anouar Kali        |
| 34 | Paesi Bassi (bandiera) | D     | Kai Heerings       |
| 35 | Paesi Bassi (bandiera) | D     | Gévero Markiet     |
| 38 | Paesi Bassi (bandiera) | D     | Mike van der Hoorn |
| 41 | Paesi Bassi (bandiera) | A     | Enzio Boldewijn    |
| 43 | Sudafrica (bandiera)   | A     | Lars Veldwijk      |
| 45 | Camerun (bandiera)     | A     | Cedric Badjeck     |

## Calciomercato
fonte

### Sessione estiva
| Acquisti         | Acquisti          | Acquisti         | Acquisti      |
| R.               | Nome              | da               | Modalità      |
| ---------------- | ----------------- | ---------------- | ------------- |
| P                | Roberto Fernández | Cerro Porteño    | prestito      |
| P                | Rob van Dijk      | Feyenoord        | definitivo    |
| D                | Daan Bovenberg    | Excelsior        | definitivo    |
| D                | Marcus Nilsson    | Helsingborg      | definitivo    |
| C                | Johan Mårtensson  | GAIS             | definitivo    |
| C                | Rodney Sneijder   | Ajax             | prestito      |
| C                | Yoshiaki Takagi   | Tokyo Verdy      | definitivo    |
| A                | Alexander Gerndt  | Helsingborg      | definitivo    |
| Altre operazioni |                   |                  |               |
| R.               | Nome              | da               | Modalità      |
| P                | Wesley de Ruiter  | Den Bosch        | fine prestito |
| P                | André Krul        | Sparta Rotterdam | fine prestito |

| Cessioni | Cessioni              | Cessioni         | Cessioni   |
| R.       | Nome                  | a                | Modalità   |
| -------- | --------------------- | ---------------- | ---------- |
| P        | Wesley de Ruiter      | Excelsior        | definitivo |
| P        | André Krul            | AGOVV            | prestito   |
| P        | Khalid Sinouh         | PSV              | definitivo |
| P        | Michel Vorm           | Swansea City     | definitivo |
| D        | Tim Cornelisse        | Twente           | definitivo |
| C        | Barry Maguire         | VVV-Venlo        | definitivo |
| C        | Michael Silberbauer   | Young Boys       | definitivo |
| C        | Kevin Strootman       | PSV              | definitivo |
| A        | Evert Brouwers        | PSV              | definitivo |
| A        | Dries Mertens         | PSV              | definitivo |
| A        | Erixon Danso          | Orihuela         | definitivo |
| A        | Ricky van Wolfswinkel | Sporting Lisbona | definitivo |
| A        | Atilla Yıldırım       | Kasımpaşa        | definitivo |

### Sessione invernale
| Acquisti | Acquisti | Acquisti | Acquisti   |
| R.       | Nome     | da       | Modalità   |
| -------- | -------- | -------- | ---------- |
| P        |          |          | definitivo |

| Cessioni | Cessioni         | Cessioni    | Cessioni   |
| R.       | Nome             | a           | Modalità   |
| -------- | ---------------- | ----------- | ---------- |
| D        | Jacob Lensky     | -           | svincolato |
| D        | Ismo Vostermans  | VVV-Venlo   | prestito   |
| C        | Gianluca Nijholt | Almere City | prestito   |

## Statistiche

### Statistiche di squadra
| Competizione   | Punti | In casa | In casa | In casa | In casa | In casa | In casa | In trasferta | In trasferta | In trasferta | In trasferta | In trasferta | In trasferta | Totale | Totale | Totale | Totale | Totale | Totale | DR |
| Competizione   | Punti | G       | V       | N       | P       | Gf      | Gs      | G            | V            | N            | P            | Gf           | Gs           | G      | V      | N      | P      | Gf     | Gs     | DR |
| -------------- | ----- | ------- | ------- | ------- | ------- | ------- | ------- | ------------ | ------------ | ------------ | ------------ | ------------ | ------------ | ------ | ------ | ------ | ------ | ------ | ------ | -- |
| Eredivisie     | 43    | 17      | 7       | 7       | 3       | 39      | 33      | 17           | 4            | 3            | 10           | 16           | 25           | 34     | 11     | 10     | 13     | 55     | 58     | -3 |
| Coppa d'Olanda |       | -       | -       | -       | -       | -       | -       | 1            | 0            | 1            | 0            | 1            | 1            | 1      | 0      | 1      | 0      | 1      | 1      | 0  |
| Totale         | 43    | 17      | 7       | 7       | 3       | 39      | 33      | 18           | 4            | 4            | 10           | 17           | 26           | 35     | 11     | 11     | 13     | 56     | 59     | -3 |

fonte